# Menaše
Menaše je priimek več znanih Slovencev:

## Znani nosilci priimka
- Adolf Menaše (polj. Menasze) (1889 - 1946), arhitekt judovskega rodu iz Galicije (1933 prišel z Dunaja v Ljubljano)
- Helena Menaše (1918 - 1980), prevajalka in urednica
- Ljerka Menaše (1927 - 2008), umetnostna zgodovinarka, kustosinja in likovna kritičarka
- Luc Menaše (1925 - 2002), umetnostni zgodovinar in kritik, univ. profesor, publicist in leksikograf
- Lev Menaše (*1950), umetnostni zgodovinar, likovni kritik in univ. prof.